# Enséñame a vivir
«Enséñame a vivir» es el segundo sencillo promovido para las ventas en iTunes de la cantante y actriz mexicana Thalía, de su primer álbum en vivo Primera fila: Thalía, y fue presentado el día 26 de octubre de 2009 para ser vendido.
Este sencillo sería el quinto sencillo promocional de su CD/DVD en vivo "Primera Fila" y el primero con el que promocionaría una edición especial del mismo titulado "Primera Fila, un año después"
La canción estaba en disputa con "Qué será de ti (Como vai você)" para seleccionarse como segundo sencillo oficial, pero al final se terminó por elegir «Qué será de ti (Como vai você)»; en tanto que «Enséñame a vivir» fue elegido como tercer sencillo oficial, mientras que también «Con la duda» se promociona en las radios de música regional en México, Puerto Rico y Estados Unidos.
El sencillo se dio a conocer el 6 de julio de 2010, aunque anteriormente Thalía ya había mencionado en su Twitter que estaba editando el vídeo de dicho sencillo.
Poco tiempo después se declaró por la misma Thalía que solo esta canción iba a ser sencillo en Argentina y en España y la otra canción «Estoy enamorado» llegará a México, Estados Unidos y Puerto Rico, aunque hasta el momento no se ha lanzado oficialmente la canción, solo se ha lanzado "Estoy enamorado" y ya comienza a darse noticias de un nuevo sencillo a dueto entre la cantante y el legendario Elvis Presley bajo la canción "Love me tender", que se encuentra incluida en una recopilación lanzada por la casa disquera para conmemorar un nuevo aniversario del nacimiento del difunto cantante.

## La canción
La propia Thalía dijo:

Es una canción con un mensaje de poder y de felicidad y de celebración de la vida
Thalia

El tema fue compuesto por Reyli uno de los cantautores más populares y respetados en México y fue escrita en la ciudad de Acapulco.

## La crítica
Edwin Iturbide de la Revista Emet dice: "Una canción alegre, que te hace sonreír, positiva, que si en tu vida has amado te hace enchinar la piel, una letra sencilla, y compleja a la vez, y no podría tener otro sello más claro que el de el autor de la canción: Reyli ese chiapaneco lleno de talento y romanticismo, en la voz más dulce que pudo haber adoptado este poema, con música que incita a bailar, a sentir, una Thalía que trasmitió lo feliz que está, y el momento en que se encuentra, que es sin duda el mejor".

## Los videoclips
El sencillo puede apreciarse bajo tres vídeos que se han dado a conocer hasta el momento:
1. Versión unplugged: Extraída de su concierto y posterior cd/dvd en vivo titulado "Primera Fila".
2. Versión con imágenes inéditas: Consta de partes del recital adornado con imágenes inéditas de la artista.
3. Videoclip inédito: un videoclip totalmente nuevo que mezcla escenas de la artista en la playa, viajando en un auto, nadando en una piscina, su rostro con destellos de luz y apariciones de Thalía cantando entre unas cortinas.